# Jimmy Kimmel Live!
Jimmy Kimmel Live! er et amerikansk talkshow hvor skaber og programvært er Jimmy Kimmel. Programmet sendes på ABC i USA. Det aller første program blev sendt den 26. januar 2003. Jimmy Kimmel Live! produceres af Jackhole Productions i samarbejde med ABC Studios (før dette Touchstone Television).